# Brian Murray (actor)
Brian Murray, de nacimiento Bell; (10 de septiembre de 1937 – 20 de agosto de 2018) fue un actor y director de teatro sudafricano que ingresó al Salón de la Fama del Teatro Estadounidense en 2004.

## Biografía
Murray nació como Brian Bell en Johannesburgo, hijo de Mary Dickson (de soltera Murray) y Alfred Bell, un golfista profesional.

## Carrera profesional
Murray hizo su debut en Broadway en la obra All in Good Time en 1965. En 1967, interpretó a Rosencrantz en la producción de Broadway de Rosencrantz y Guildenstern han muerto, ganando la primera de tres nominaciones a los Premios Tony, Mejor actor destacado en una obra de teatro por su actuación.
Murray dirigió la reposición de Broadway de 1973 de The Waltz of the Toreadors. Sus créditos como director de teatro incluyen renacimientos de Broadway de Hay Fever (1985), Arsenic and Old Lace (1986), Blithe Spirit (1987) y The Show Off (1992).
Sus créditos cinematográficos incluyen Bob Roberts y City Hall. En televisión ha aparecido en Kojak, Another World, Law & Order: Criminal Intent y 30 Rock. En las décadas de 1970 y 1980, actuó en una serie de obras radiofónicas para el galardonado Teatro Nacional de Radio de Yuri Rasovsky. Interpretó un papel en la película My Dog Tulip del 2009.

## Muerte
Murray murió por causas naturales el 20 de agosto de 2018.

## Créditos adicionales de actuación en Broadway
- Detective (1973)
- Da (1978)
- La promesa de Arcata (1982)
- Ruidos apagados (1983)
- Una pequeña empresa familiar (1992)
- Los pequeños zorros (1997)
- Duodécima noche (1998)
- Tío Vania (2000)
- El crisol (2002)
- Los rivales (2004)

## Filmografía
| Año  | Título                            | Role                       | notas                                          |
| ---- | --------------------------------- | -------------------------- | ---------------------------------------------- |
| 1960 | El silencio enojado               | Gladys                     |                                                |
| 1960 | La liga de los caballeros         | Grogan "grueso" privado    |                                                |
| 1992 | bob roberts                       | terry manchester           |                                                |
| 1996 | Municipalidad                     | Abogado de la Corporación  |                                                |
| 2002 | Planeta del tesoro                | John largo plata           | Voz                                            |
| 2009 | Mi perro tulipán                  | Capitán Pugh, Sr. Blandish | Voz                                            |
| 2011 | Casa ideal                        | Dra. Medlín                |                                                |
| 2011 | En la familia                     | paul halcones              |                                                |
| 2018 | Una fábrica de pan, primera parte | señor walter               | Lanzamiento póstumo                            |
| 2018 | Una fábrica de pan, segunda parte | señor walter               | Liberación póstuma; papel final de la película |

### Televisión
| Año       | Título                          | Role                        | notas                                                                                      |
| --------- | ------------------------------- | --------------------------- | ------------------------------------------------------------------------------------------ |
| 1959-1966 | Juego de la semana de ITV       | John Clegg, PC Bernard Muro | Episodios: "Azúcar por la mañana" y "Azul como sus ojos, el casco de hojalata que llevaba" |
| 1959      | Casa de juegos del sábado       | stevens                     | Episodio: "El muchacho de Larford"                                                         |
| 1959      | Emergencia – Pabellón 10        | Joe maestros                | 3 episodios                                                                                |
| 1960      | Sin escondite                   | Helicóptero Verde           | Episodio: "El día largo"                                                                   |
| 1963      | Los fabricantes de aviones      | tom barnsley                | Episodio: "Punto de contacto"                                                              |
| 1964      | Teatro 61-67                    | Cpl. Parker, David Potter   | Episodios: "Drama '64: Al otro lado de la frontera" y "Studio '64: The Happy Moorings"     |
| 1976      | kojak                           | César Ogilvy                | Episodio: "Una locura de verano"                                                           |
| 1978-1979 | Otro mundo                      | Dr. Dan Shearer #2          | Episodios desconocidos                                                                     |
| 1990      | Grandes actuaciones             | claudio                     | Episodio: "Hamlet"                                                                         |
| 2004      | Ley y orden: intención criminal | ricardo sullivan            | Episodio: "El santo"                                                                       |
| 2007      | 30 roca                         | el papa de jack             | Episodio: "El irlandés luchador"                                                           |
| 2007      | Experiencia americana           | gobernador morris           | Episodio: "Alexander Hamilton"                                                             |
| 2011      | La buena esposa                 | Juez Mowbray                | Episodio: "La zona de la muerte"                                                           |

### Videojuegos
| Año  | Título                                 | Role                         | notas |
| ---- | -------------------------------------- | ---------------------------- | ----- |
| 2002 | Planeta del tesoro                     | John largo plata             | Voz   |
| 2002 | Planeta del tesoro: Batalla en Procyon | John Silver / Robot plateado | Voz   |

## Radioteatro
- Historia de dos ciudades (1977)
- El hombre del destino (1978)
- El asesino (1979)
- Medea (1985)
- La tempestad (1985)
- El enfermo imaginario (1985)
- La dama de las camelias (1985)
- Un enemigo del pueblo (1985)
- Armas y el hombre (1985)
- Tío Vanya (1985)

## Premios y nominaciones
Premios
- 1984 Premio Drama Desk por Mejor Trabajo Conjunto - Noises Off
- 1997 Premio Drama Desk al actor destacado en una obra de teatro : The Little Foxes

Nominaciones
- Premio Tony de 1968 al mejor actor destacado en una obra de teatro : Rosencrantz y Guildenstern están muertos
- 1978 Premio Drama Desk al actor destacado en una obra - Da
- 1992 Premio Drama Desk al actor destacado en una obra de teatro : una pequeña empresa familiar
- 1997 Premio Tony al mejor actor destacado en una obra de teatro - The Little Foxes
- Premio Drama Desk 2000 al actor destacado en una obra de teatro : tío Vanya
- Premio Drama Desk 2002 al actor destacado en una obra de teatro : The Crucible
- Premio Tony 2002 al mejor actor destacado en una obra de teatro : The Crucible
- Premio Annie 2002 a la actuación de voz en una producción cinematográfica : Treasure Planet